# Sven Berggren (travtränare)
Sven Arvid Berggren, född 30 oktober 1937 i Agneteberg i Arvika, död 26 juli 2012 i Norrstrands församling i Karlstad, var en svensk travtränare och kusk. Sven Berggren var bror till travtränaren Leif Berggren. Sven Berggren vann championtiteln på Årjängstravet 1989 och 1990. Han var champion vid Åmålstravet fyra gånger: 1990, 1991, 1994 och 1995. Han var champion vid Axevalla travbana tre gånger. Berggren var medlem av 2000-klubben, med 2672 segrar. Berggren är gravsatt i Norra minneslunden på Ruds kyrkogård.